# Kreissparkasse Rhein-Pfalz
Die Kreissparkasse Rhein-Pfalz war eine rheinland-pfälzische Sparkasse mit Sitz in Ludwigshafen am Rhein. Sie war eine Anstalt des öffentlichen Rechts und fusionierte zum 1. Juli 2013 mit der Kreis- und Stadtsparkasse Speyer und der Sparkasse Vorderpfalz Ludwigshafen a. Rh. – Schifferstadt zur neuen Sparkasse Vorderpfalz.

## Organisationsstruktur
Das Geschäftsgebiet der Kreissparkasse Rhein-Pfalz umfasste den Rhein-Pfalz-Kreis, welcher auch Träger der Sparkasse war. Rechtsgrundlagen waren das Sparkassengesetz für Rheinland-Pfalz und die Satzung der Sparkasse. Organe der Sparkasse waren der Vorstand und der Verwaltungsrat.
Die Kreissparkasse Rhein-Pfalz war Mitglied des Sparkassenverbandes Rheinland-Pfalz und über diesen auch im Deutschen Sparkassen- und Giroverband.

## Sparkassen-Finanzgruppe
Die Kreissparkasse Rhein-Pfalz war Teil der Sparkassen-Finanzgruppe und gehörte damit auch ihrem Haftungsverbund an. Die Sparkasse vermittelte Bausparverträge der regionalen Landesbausparkasse, offene Investmentfonds der Deka und Versicherungen der Versicherungskammer Bayern. Im Bereich des Leasing arbeitete die Kreissparkasse Rhein-Pfalz mit der Deutschen Leasing zusammen. Die Funktion der Sparkassenzentralbank nahm die Landesbank Baden-Württemberg wahr.

## Geschichte
Die Kreissparkasse Rhein-Pfalz wurde 1853 als Spar- und Hilfskasse für den Distrikt Mutterstadt gegründet, 1892 erfolgte der Umzug nach Ludwigshafen. Das zu diesem Zeitpunkt als Bezirkssparkasse Ludwigshafen am Rhein firmierende Institut bekam schließlich 1925 die Erlaubnis, auch Wechsel zu diskontieren sowie Wertpapier- und Depotgeschäfte durchzuführen.
In den 1920er und 1930er Jahren dehnte sich das Geschäftsgebiet der Sparkasse weiter aus. In den Gemeinden Böhl, Dannstadt, Fußgönheim, Hochdorf und Neuhofen (alle 1927) wurden neue Annahmestellen eröffnet, zudem zog die Hauptstelle 1928 in das Lichtenbergersche Haus in der Kaiser-Wilhelm-Straße 28 um. Mitte der 1930er Jahre wurden die Gemeindesparkassen in Altrip, Iggelheim, Mutterstadt und Rheingönheim sowie die Stadtsparkasse Oggersheim übernommen, was sich auch durch die Umfirmierung in Kreissparkasse Ludwigshafen am Rhein bemerkbar machte.
Im Zweiten Weltkrieg wurde durch die Luftangriffe auf Ludwigshafen auch das Lichtenbergersche Haus vollständig zerstört. Während des Wiederaufbaus bis 1949 wurde ein Notbetrieb im Keller des Gebäudes aufrechterhalten. Die Bilanzsumme konnte bis 1953 auf zehn Millionen D-Mark gesteigert werden, die Gesamteinlagen überschritten erstmals 1969 die 100-Millionen-Mark-Grenze.
Die Hauptstelle wurde 1971 in einen Neubau am Berliner Platz verlagert. Aufgrund der Kreisreformen in Rheinland-Pfalz in den 1970er Jahren wurden einige Filialen der Kreissparkasse Bad Dürkheim (Maxdorf) und der Kreissparkasse Grünstadt (Birkenheide, Bobenheim und Rödersheim) übernommen, da die betroffenen Orte nun im neu gebildeten Landkreis Ludwigshafen lagen. Im Jahr 1990 wuchs die Bilanzsumme auf über eine Milliarde Mark an, sechs Jahre später wurde die Zwei-Milliarden-Marke überschritten. Den Namen Kreissparkasse Rhein-Pfalz trug das Institut seit der Umbenennung des Landkreises Ludwigshafen in Rhein-Pfalz-Kreis 2004.

## Gremien

### Aufsichtsratsvorsitzende
| 1853–1863         | Peter Herget            | Bürgermeister von Mutterstadt |
| 1863–1883         | Jakob Renner VII.       | Bürgermeister von Mutterstadt |
| 1885–1892         | Valentin Becker II.     | Bürgermeister von Mutterstadt |
| 1892–1893         | Albert Daniel Conrad    | Bezirksamtmann                |
| 1893–1896         | Ludwig Glaser           | Bezirksamtmann                |
| 1896–1900         | Albert Bullinger        | Bezirksamtmann                |
| 1900–1902         | Johannes Bachmayer      | Bezirksamtmann                |
| 1902–1919         | Jakob Mathéus           | Bezirksamtmann                |
| 1919–1921         | Friedrich Unger         | Bezirksamtmann                |
| 1921–1923         | Valentin Wagner         | Oberregierungsrat             |
| 1923–1924         | Rudolf Schneller        | Bezirksamtmann                |
| 1924–1927         | Ludwig Butscher         | Justizrat                     |
| 1927–1928         | Jakob Weber             | Bürgermeister von Mutterstadt |
| 1928–1931         | Albert Lederle          | Oberregierungsrat             |
| 1931–1932         | Edward Beck             | Regierungsrat                 |
| 1932–1937         | Emil Schick             | Bezirksamtmann                |
| 1937–1939         | Franz Xaver Schindlbeck | Bezirksoberamtmann            |
| 1939–1940         | Wilhelm Bilabel         | Regierungsrat                 |
| 05.1940 – 08.1940 | Karl Bernpointner       | Landrat                       |
| 08.1940           | Adolf Hartmann          | Regierungsrat                 |
| 08.1940 – 05.1941 | Heinrich König          | Landrat                       |
| 05.1941 – 04.1945 | Karl Bernpointner       | Landrat                       |
| 1945–1948         | Franz Theato            | Oberregierungsrat             |
| 1948–1953         | Rudolf Hammer           | Landrat                       |
| 1953–1964         | Kurt Becker-Marx        | Landrat                       |
| 1964–1969         | Hermann Scherer         | Landrat                       |
| 1969–1983         | Paul Schädler           | Landrat                       |
| 1983–2001         | Ernst Bartholomé        | Landrat                       |
| 2001–2009         | Werner Schröter         | Landrat                       |
| 2009–2013         | Clemens Körner          | Landrat                       |

### Vorstandsmitglieder
(VV = Vorstandsvorsitzender, VM = Vorstandsmitglied)
| 1853–1872 | August Grüner            | Einnehmer von Mutterstadt                       |
| 1873–1878 | Heinrich Linz            | Einnehmer von Mutterstadt                       |
| 1879–1882 | Jakob Beck               | Einnehmer von Mutterstadt                       |
| 1892–1923 | Johannes Rieber          | Bezirksamtsoberinspektor                        |
| 1923–1950 | Adam Schmitt             | Sparkassendirektor                              |
| 1951–1967 | Emil Reblitz             | Sparkassendirektor (VV)                         |
| 1959      | Heinrich Gerner          | Sparkassendirektor (VM)                         |
| 1960–1976 | Johannes Hirsch          | Sparkassendirektor (1960–1967 VM; 1967–1976 VV) |
| 1967–1974 | Friedrich Nagal          | Sparkassendirektor (VM)                         |
| 1975–1992 | Georg Müller             | Sparkassendirektor (1975–1976 VM; 1976–1992 VV) |
| 1976–1990 | Gerd Rainer Kuttner      | Sparkassendirektor (VM)                         |
| 1991–2009 | Karl-Friedrich Lebkücher | Sparkassendirektor (1991–1992 VM; 1992–2009 VV) |
| 1993–2007 | Klaus Cavalar            | Sparkassendirektor (VM)                         |
| 2007–2013 | Clemens Schnell          | Sparkassendirektor (2007–2009 VM; 2009–2013 VV) |
| 2009–2013 | Elke Rottmüller          | Sparkassendirektorin (VM)                       |